# Opération Fall Blau
Seconde Guerre mondiale
Batailles
Front de l’Est

Prémices :
- Campagne de Pologne
- Guerre d’Hiver

Guerre germano-soviétique :
- 1941 : L'invasion de l'URSS

- Opération Barbarossa

Front nord : 
- Guerre de Continuation
- Opération Silberfuchs
- Siège de Léningrad

Front central : 
- 2e bataille de Brest-Litovsk
- Bataille de Białystok–Minsk
- 1re bataille de Smolensk
- Bataille de Kiev

Front sud : 
- Siège d'Odessa
- Campagne de Crimée

- 1941-1942 : La contre-offensive soviétique

Front nord : 
- Poche de Demiansk
- Poche de Kholm

Front central : 
- Bataille de Moscou

Front sud : 
- Seconde bataille de Kharkov

- 1942-1943 : De Fall Blau à 3e Kharkov

Front nord : 
- Offensive de Siniavino
- Opération Iskra
- Bataille de Krasny Bor
- Opération Poliarnaïa Zvezda

Front central : 
- Opération Mars

Front sud : 
- Bataille du Caucase (opération Fall Blau)
- Bataille de Stalingrad
- Opération Uranus
- Opération Saturne
- Offensive d'Ostrogojsk-Rossoch
- Offensive de Voronej-Kastornoe
- Opération Gallop
- Opération Étoile
- Troisième bataille de Kharkov

- 1943-1944 : Libération de l'Ukraine et de la Biélorussie

Front central : 
- 2e bataille de Smolensk
- Opération Bagration

Front sud : 
- Bataille de Koursk
- Bataille du Dniepr
- Offensive Dniepr-Carpates
- Offensive de Crimée
- Offensive de Lvov-Sandomir

- 1944-1945 : Campagnes d'Europe centrale et d'Allemagne

Allemagne : 
- Offensive Vistule-Oder
- Offensive de Poméranie orientale
- Siège de Breslau
- Offensive de Prusse-Orientale
- Bataille de Königsberg
- Bataille de Seelow
- Bataille de Bautzen
- Bataille de Berlin
- Capitulation allemande

Front nord et Finlande : 
- Guerre de Laponie
- Offensive Leningrad-Novgorod
- Bataille de Narva

Europe orientale : 
- Opération Margarethe
- Insurrection de Varsovie
- Soulèvement national slovaque
- Opération Panzerfaust
- Bataille de Budapest
- Opération Frühlingserwachen
- Offensive de Vienne
- Insurrection de Prague
- Offensive de Prague
- Bataille de Slivice

Front d’Europe de l’Ouest

Campagnes d'Afrique, du Moyen-Orient et de Méditerranée

Bataille de l’Atlantique

Guerre du Pacifique

Guerre sino-japonaise

Théâtre américain
L'Opération bleue (en allemand Fall Blau) est une offensive menée par la Wehrmacht sur le front de l'Est au cours de l'été 1942, pendant la Seconde Guerre mondiale. Lancée le 28 juin 1942, elle sera renommée opération Braunschweig (en français : opération Brunswick) le 30 juin 1942.
L'offensive est nommée ainsi car les plans de guerre allemands étaient des « cas ». Cette opération est la continuation de l'opération Barbarossa (Cas Rouge) qui n'avait pas rempli tous ses objectifs l'année précédente. Le groupe d'armées Sud (Heeresgruppe Süd) de la Wehrmacht fut divisé en deux groupes d'armées : le groupe d'armées A et le groupe d'armées B (Heeresgruppe A et B). L'offensive allemande devait résoudre deux problèmes : la résistance acharnée de l'Armée rouge qui occupait une position défensive à l'ouest de la Volga (une importante voie de ravitaillement fluviale) et le manque d'essence en sécurisant les champs de pétrole du Caucase.
L'opération était risquée car les groupes d'armées allemands devaient accomplir deux objectifs, dans une zone peu développée à des milliers de kilomètres de l'Allemagne et en affrontant cinq fronts soviétiques (similaires aux groupes d'armées allemands). Ceux-ci étaient du nord au sud : le front de Voronej, le front sud-ouest, le front du Don, le front de Stalingrad et le front Transcausien. De plus pour atteindre les champs pétrolifères de Bakou, l'armée allemande devait franchir les monts du Caucase.
Initialement, l'offensive allemande connut des succès considérables. Cependant, la victoire soviétique lors de la bataille de Stalingrad força le repli des troupes de l'Axe qui passèrent près de la destruction totale lors de l'opération Saturne.

## Contexte stratégique
Pour un article plus général, voir Bataille du Caucase.
À partir de l'automne 1941, Hitler est parfaitement conscient de l'échec de la stratégie qui a présidé à la réalisation de l'opération Barbarossa. Il assigne donc à la Wehrmacht un nouvel objectif, la conquête du Caucase, de ses réserves de pétrole, puis, au-delà, des champs de pétrole irakiens, devant se réaliser entre novembre 1941 et septembre 1942, dans un contexte marqué par la phase finale du processus aboutissant à l'entrée en guerre des États-Unis ; ainsi, l'offensive au sud, malgré son caractère hasardeux, qui frappe les généraux allemands est placée dès le départ dans la perspective d'une stratégie mondiale de lutte contre les Alliés.
La question était de savoir où frapper :
- sur le front nord, l'Armée rouge avait pu stopper l'avancée allemande en deux points vitaux : Léningrad et Moscou, mais Léningrad subit un siège et le front n'était qu'à 100 km de Moscou. Cependant la Wehrmacht n'avait plus les moyens de lancer une offensive sur toute la longueur du front. Moscou et Léningrad étaient des proies tentantes mais symboliques pour Hitler, d'autant que les Soviétiques avaient massé leurs meilleures unités sur ce secteur ;
- sur le front sud, l'avancée allemande avait été plus brutale puisque toute l'Ukraine — hormis une partie de la Crimée — et certaines villes russes (Koursk, Orel, Belgorod, etc.) étaient tombées en seulement six mois. Les Allemands parvinrent à conserver ici une supériorité matérielle sur les Soviétiques, et eurent toujours l'avantage de l'initiative. C'est donc sur ce front que se déroula l'offensive d'été.

L'opération devait initialement s'appeler « Siegfried », d'après le héros germanique. Cependant, Hitler se rappelant le nom grandiloquent de la précédente opération en Russie, Barbarossa, et de ses résultats décevants, se rabattit sur le nom plus modeste de « plan Bleu ».
Les facteurs qui menèrent à la création de Fall Blau furent :
1. Le terrain favorable aux unités blindées et motorisées dans la steppe du Kouban, au sud-ouest de la Volga ;
2. La nécessité de capturer les champs de pétrole du Caucase et en particulier ceux de Bakou ;
3. La capture de la ville industrielle de Stalingrad et de l'importante voie de ravitaillement qu'est la Volga.

Cependant, depuis le 30 novembre 1941, les Allemands butaient sur Sébastopol. La prise de ce port-forteresse en Crimée était un préliminaire du plan Bleu.

## Le plan
L'offensive devait être menée dans le Sud de la Russie, dans la région du Kouban. Les groupes d'armées participant à cette offensive étaient :
- groupe d'armées A, sous le commandement de Wilhelm List (campagne du Caucase) :
  - la 4e armée roumaine,
  - la 1re armée de Panzer,
  - la 17e armée,
  - la 11e armée ;
- groupe d'armées B, sous le commandement de Maximilian von Weichs (campagne de la Volga) :
  - la 2e armée hongroise,
  - la 8e armée italienne,
  - la 3e armée roumaine,
  - la 4e armée de Panzer,
  - la 2e armée,
  - la 6e armée ;

soit un total de 88 divisions. Sur ces 88 divisions, 28 étaient étrangères et loin d'égaler les troupes allemandes en termes d'équipement, de commandement ou de moral. De plus, sur les 60 divisions allemandes, seules 9 étaient blindées. La disproportion des moyens et des objectifs est clairement visible, car il y a 600 km entre Kharkov et Stalingrad et 1 000 km entre le Don et Bakou. Il aurait fallu des forces plus importantes, mais Hitler avait déjà dû réduire à 85 divisions les troupes qui tenaient les 2 000 km de front depuis la Carélie jusqu'à Voronej.
L'offensive allemande se composait de trois attaques dans le Sud de la Russie :
- la 4e armée de Panzer, commandée par Hermann Hoth (transféré du Groupe d'armées Nord), et la 2e armée, soutenues par la 2e armée hongroise attaqueraient depuis Koursk vers Voronej pour sécuriser le flanc nord de l'offensive sur le fleuve Don ;
- la 6e armée, commandée par Friedrich Paulus avancerait en direction de Stalingrad depuis Kharkov ;
- la 1re armée de Panzer soutenue par la 17e armée et la 4e armée roumaine progresserait en direction de l'embouchure du Don.

Ces offensives devaient déboucher sur des encerclements massifs de troupes soviétiques.
Pour réaliser la prise de contrôle des champs pétrolifères du Caucase, une armée composée de troupes rapides est constituée à partir janvier 1942, pour être en mesure de descendre le Don, puis de contrôler, sans forcément la prendre, la ville de Stalingrad, le but étant, au minimum, de limiter les possibilités de mouvements soviétiques à partir de la ville ; ce nœud de communication contrôlé, les troupes rapides auraient pour consigne de foncer sur le Caucase, puis au-delà. Même aux yeux de Hitler, la prise de contrôle des champs de pétrole du Caucase en 1942 représente la dernière chance du Reich de gagner le conflit, tout en affaiblissant durablement les capacités productives des territoires soviétiques non occupés.

## Les opérations

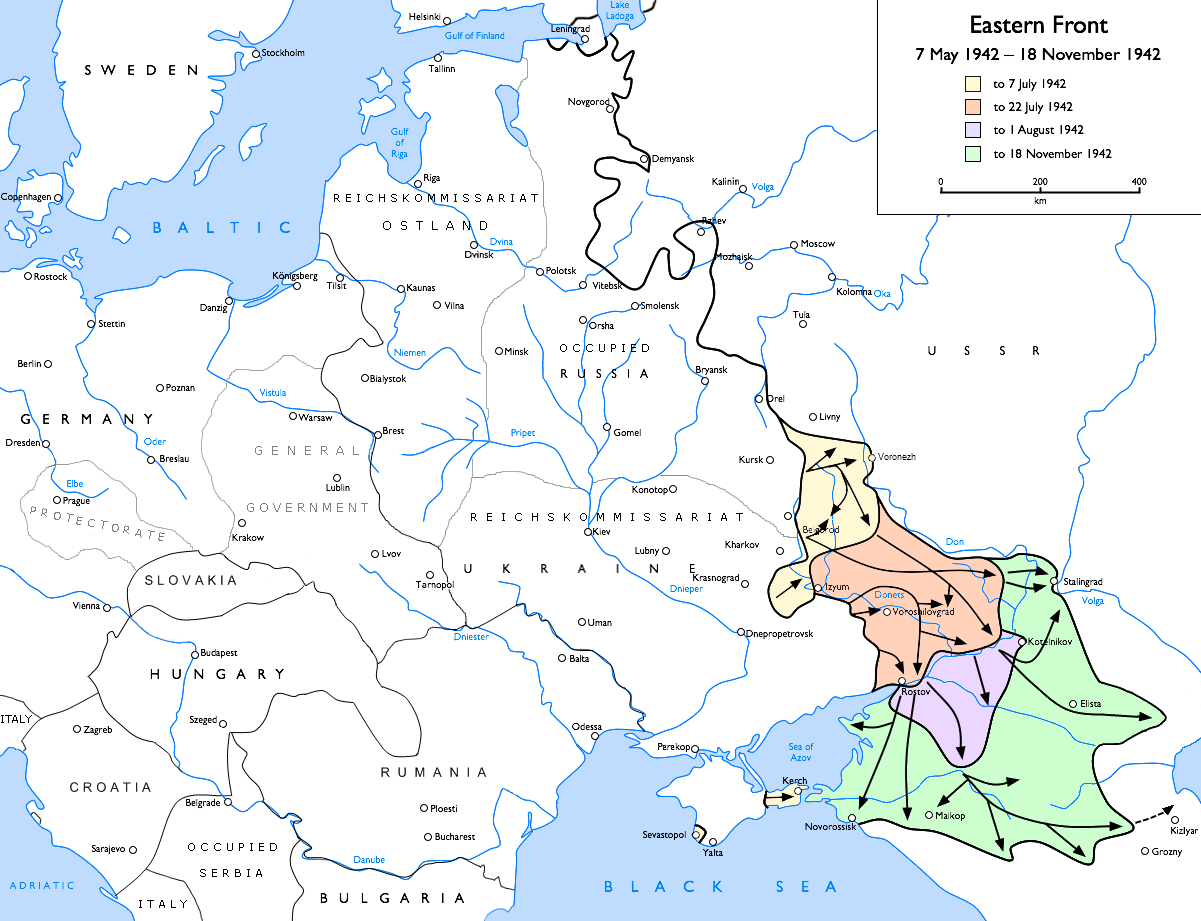
Avancée allemande du 7 mai au 18 novembre 1942.
Au 7 juillet
Au 22 juillet
Au 1 août
Au 18 novembre

L'offensive allemande commença le 28 juin 1942 et partout les forces soviétiques durent reculer. Le 5 juillet, les unités avancées de la 4e armée de Panzer atteignirent le Don près de Voronej et furent mêlées à la bataille pour prendre la ville lors de la première bataille de Voronej. L'Armée rouge en coinçant la 4e armée de Panzer put gagner du temps pour se repositionner. Ainsi, lorsque les pinces de l'offensive se refermèrent, elles ne trouvèrent que des traînards et des unités d'arrière-garde, qui convainquirent Hitler que l'Armée rouge était au bout du rouleau. Cependant celle-ci avait appris de ses erreurs de l'année précédente et se repliait au lieu d'essayer de conserver des positions intenables. On a longtemps cru que ce repli s'était effectué en bon ordre, mais les archives russes indiquent que la situation était plus chaotique. Dans certains cas, elle était entièrement hors de contrôle. L'ordre fut restauré au fur et à mesure que l'Armée rouge approchait de la Volga.

### Division du Groupe d'armées Sud
Croyant que la menace soviétique avait été éliminée, le besoin impérieux d'essence et l'envie de réaliser tous les objectifs ambitieux du Cas Bleu poussèrent Hitler à effectuer une série de changements :
- réorganiser le groupe d'armées Sud en deux groupes plus petits : le A et le B ;
- ordonner au groupe d'armées A d'avancer vers le Caucase et de capturer les champs de pétrole (opération Edelweiss) ;
- ordonner au groupe d'armées B d'avancer vers la Volga et vers Stalingrad (opération Fischreiher).

Les succès initiaux de la 6e armée furent tels qu'Hitler ordonna à la 4e armée de Panzer de soutenir la 1re armée de Panzer pour traverser le Don inférieur. Ce soudain redéploiement d'une armée entière causa d'énormes problèmes logistiques dans cette zone peu développée. Les encombrements qui en résultèrent ralentirent l'avancée des Groupes A et B et permirent à l'Armée rouge de consolider ses défenses. De plus, devant la tournure favorable de l'offensive, Hitler décida de ranimer le combat au nord et envoya l'un de ses meilleurs officiers, Erich von Manstein, qui venait de recevoir son bâton de maréchal pour la prise de Sébastopol, pour terminer le siège de Léningrad.

### La campagne du Caucase - Groupe d'armées A
Le groupe d'armées A reprit la ville de Rostov le 23 juillet après de violents combats urbains mais sans encercler l'Armée rouge. Une fois le Don franchi, l'avance faiblit du fait des ordres de Hitler demandant de séparer la 4e armée de panzers. Les combats se déroulèrent sur un large front. La 17e armée (avec des éléments de la 4e armée) avançait vers la mer Noire tandis que la 1re armée de panzers traversait un Kouban largement abandonné par l'Armée rouge. Le 9 août, elle atteignit les contreforts du Caucase et la ville pétrolière de Maïkop, avançant de 500 km en moins de deux semaines. Néanmoins les Soviétiques avaient eu le temps de saboter les puits de pétrole et le rendement de ceux-ci resta faible durant l'occupation allemande.

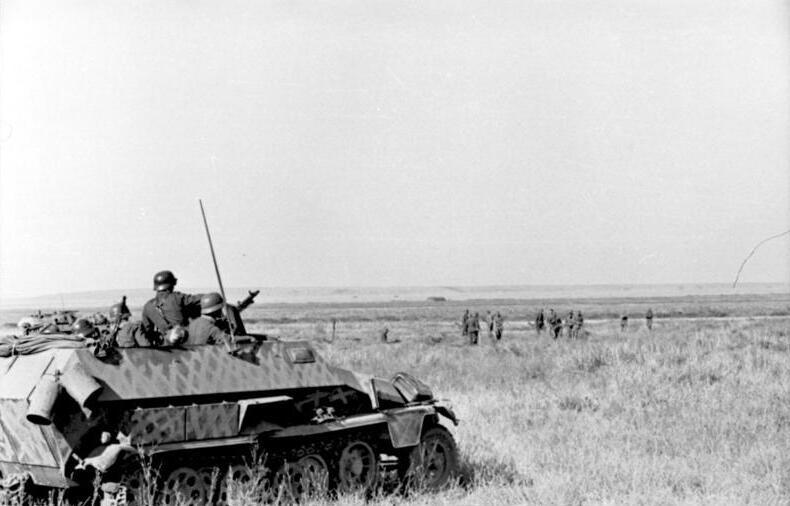
Troupes allemandes dans le vaste arrière-pays russe (août 1942).

Le 20 août, le groupe d'armées reçut l'ordre d'avancer vers l'ouest pour capturer Krasnodar, la capitale du Kouban. Pendant ce temps, la Wehrmacht continua son avancée vers Grozny et Bakou. Dans le même mois, les forces allemandes capturèrent la péninsule de Taman et la base navale de Novorossiïsk et continuèrent leur avance vers Touapsé, la clé de la domination de la côte est de la mer Noire.
Durant l'été 1942, Hitler se réjouit de la possibilité d'envahir le Kazakhstan. Cette prise permettrait d'offrir un excellent front pour flanquer les positions britanniques au Moyen-Orient, menacer l'Inde britannique et peut-être établir un contact avec le Japon[réf. nécessaire].
Mais Hitler ne se rendit plus vraiment compte de la réalité du terrain. Il avait d'ailleurs renvoyé tous les généraux du groupe d'armées Sud et dirigeait désormais lui-même toutes les opérations. Le ravitaillement n'arrivait plus à suivre à travers la steppe et les montagnes. Le front atteignit plus de 3 000 km.
Le 2 novembre, la Wehrmacht s'empara de Naltchik et poussa vers Vladikavkaz, qui ouvrirait la route de Grozny. Plus tard, les Allemands décidèrent de se retrancher à Naltchik et à Mozdok pour reprendre l'offensive au printemps suivant. Les troupes de montagne s'offrirent même la gloriole d'escalader l'Elbrouz.

### La campagne de Stalingrad - Groupe d'armées B

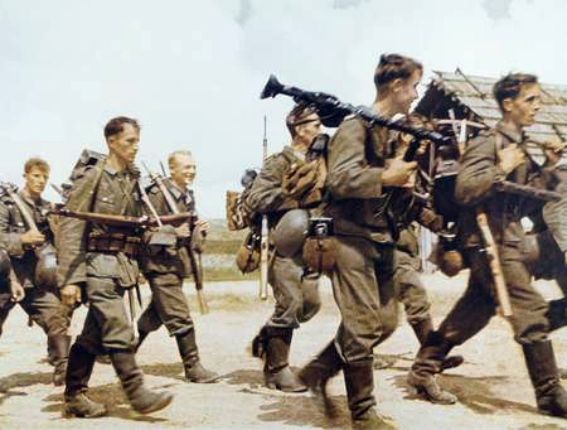
Soldats allemands progressant durant l'été en Russie. L'un d'eux porte une mitrailleuse MG34.

À la fin juillet, la VIe armée reprit son offensive et vers le 10 août, elle avait nettoyé la rive occidentale du Don. Cependant, la résistance soviétique continuait et retardait l'avancée du Groupe d'armées B.
La VIe armée franchit finalement le Don le 21 août permettant au groupe d'armées B d'établir une ligne défensive dans la boucle du Don avec les armées hongroise, italienne et roumaine. La ville de Stalingrad n'étant plus qu'à 60 km, la Luftwaffe lança une série de bombardements aériens qui tuèrent 40 000 personnes et transformèrent la ville en un tas de ruines. La prise de la ville devait se faire après un encerclement. La VIe armée avançait vers le nord (Frolovo) tandis que la 4e armée de Panzer avancerait par le sud (Kotelnikovo). Cette manœuvre créa un saillant dans la zone comprise entre le Don et la Volga. Deux armées soviétiques (62e et 64e, chacune égale à un corps d'armée allemand) entrèrent dans le saillant et le 29 août, la IVe armée de Panzer lança une grande offensive à la base du saillant vers Stalingrad. La VIe armée fit de même, mais une forte contre-attaque soviétique permit à la majeure partie des forces soviétiques de se replier vers Stalingrad.
Jusqu'alors, Gueorgui Joukov avait assumé le commandement de la défense de Stalingrad comme envoyé de la STAVKA et en septembre, il monta une série d'offensives destinées à retarder les tentatives de la VIe armée pour prendre Stalingrad.
Pendant ce temps, des forces soviétiques continuaient d'être envoyées au sud pour renforcer les défenses de la ville et à l'est de la Volga pour préparer une contre-offensive. À la mi-septembre, la VIe armée atteignit les faubourgs sud de la ville. Ce fut le début de la bataille de Stalingrad.

## La bataille de Stalingrad et ses conséquences

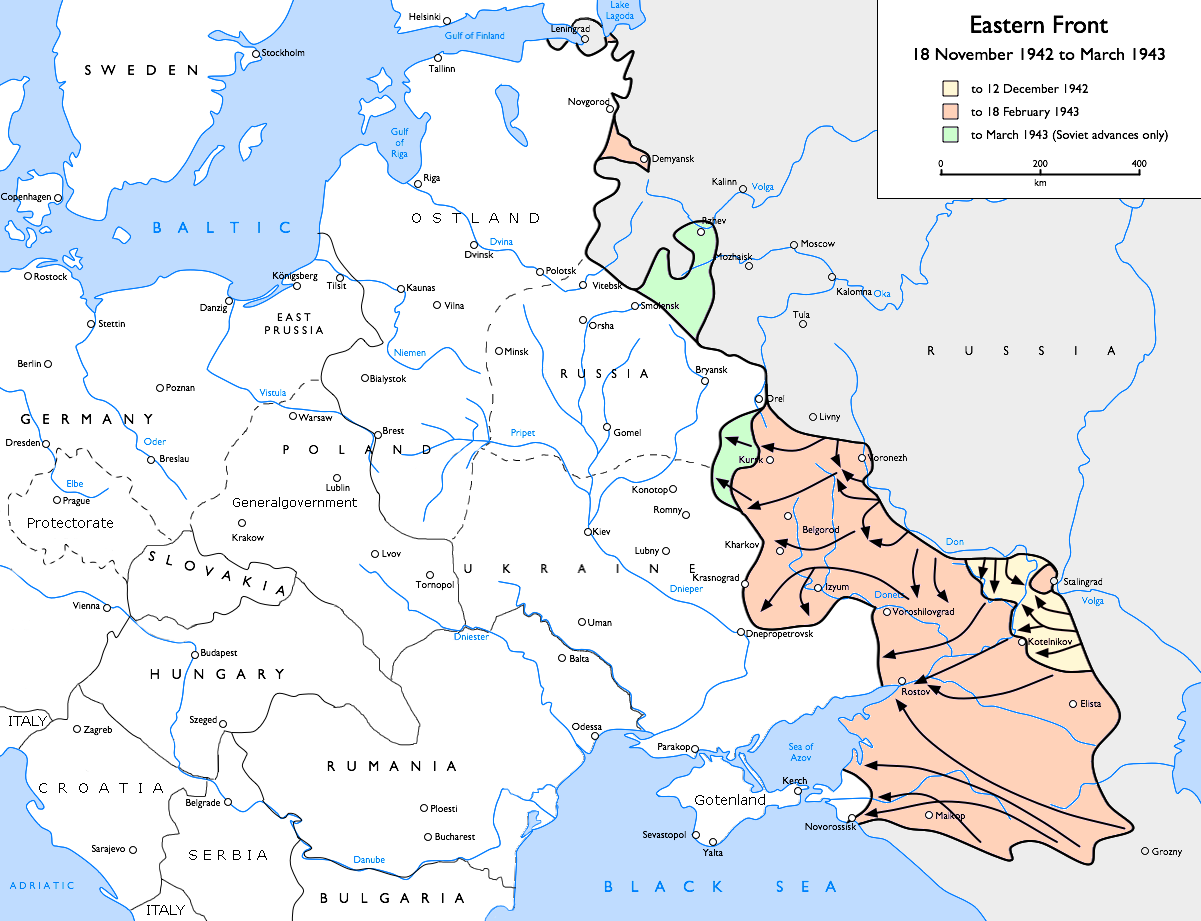
Avancée des contre-offensives soviétiques du 19 novembre 1942 à début mars 1943.
Au 12 décembre
Au 18 février
En mars

La bataille de Stalingrad commença par des succès allemands. Après de rudes combats de rue, la Wehrmacht avait pris le contrôle de 90 % de la ville à l'ouest de la Volga, tandis que la Luftwaffe entravait les efforts soviétiques pour soutenir les défenseurs. La Wehrmacht fut néanmoins incapable de réduire les dernières poches de résistance, ce qui força la VIe armée à dégarnir ses flancs pour continuer le combat. Le 19 novembre, l'opération Uranus balaya les armées hongroise, italienne et roumaine retranchées autour de la ville et encercla la VIe armée dans Stalingrad. Ce fut le début d'un long siège dans lequel les efforts allemands pour lever le siège échouèrent et menèrent à la destruction de la VIe Armée.
Poursuivant le succès d'Uranus, l'Armée rouge déclencha l'opération Saturne, une version réduite d'un plan plus vaste visant à couper le Groupe d'armées A toujours présent dans le Caucase du reste de la Wehrmacht. Cette opération menaça quand même le groupe d'armées A qui dut lentement se replier à travers le Kouban. Les restes du groupe d'armées B formèrent le groupe d'armées Don sous le commandement d'Erich von Manstein. La troisième bataille de Kharkov peut être considérée comme le dernier épisode de Fall Blau.

## Conclusion
L'offensive voulue par Hitler avait des objectifs bien trop ambitieux et fut perturbée tant par ses propres décisions que par sa sous-estimation de l'Armée rouge et de ses commandants. L'opération montre des parallèles avec l'opération Barbarossa : après un début foudroyant permettant la capture de vastes territoires, elle s'avéra finalement incapable de réaliser ses objectifs, la conquête de Stalingrad et de Bakou.
Fall Blau a donc échoué : tous les gains obtenus furent perdus au cours de l'hiver 1942-1943. Seule la péninsule de Taman resta occupée jusqu'à son évacuation le 9 octobre 1943.
L'été de l'année suivante (1943), Hitler et ses généraux allaient planifier l'opération Citadelle pour exploiter un saillant laissé par l'ennemi : l'échec allemand lors de la bataille de Koursk sera un autre moment décisif de la guerre.

### Filmographie
- Ils ont combattu pour la patrie (1973) réalisé par Serge Bondartchouk, montre le repli des forces soviétiques vers le Don et les actions d'une petite unité d'arrière-garde pour ralentir l'avancée allemande à travers la steppe.
- Croix de fer est un film sorti en 1977, réalisé par Sam Peckinpah et racontant l'histoire de soldats allemands harcelés après la défaite allemande à Stalingrad en 1943.
- Mein Krieg (Ma guerre) est un documentaire  réalisé en 1990 à partir de films 8 mm tournés par des soldats allemands sur le front de l'Est.
- Stalingrad, sorti en 1993, est un film qui dépeint la bataille à travers les yeux de l'officier allemand Hans von Witzland et de son bataillon.
- Stalingrad, sorti en 2001, est un film qui montre la bataille à travers l'action du tireur d'élite russe Vassili Zaïtsev.
- Objectif Bakou est un documentaire réalisé par la société de production CC&C, diffusé en mai 2015 et racontant la déroute des allemands dans leur objectif de s'emparer des réserves de pétrole de Bakou.